# Nádory míchy
Nádory míchy nebo též spinální nádory jsou neoplasmy v míše, převážně v extradurálním prostoru. Intradurální se rozlišují na intramedulární a častější extramedulární, tj. pod durou mater ale ne přímo v míše jako např. meningeom, schwannom, ependymom, haemangioblastom.  Extradurální nádory jsou zpravidla tvořeny metastázemi nádorů z jiných oblastí (prostata, játra).

## Diagnóza a léčba
Diagnóza je složitá, protože míšní nádory napodobují benigní nádory mozku. Léčba kromě chemoterapie, operace a radioterapie zahrnuje i steroidy, které snižují kompresi míchy. 